# Наньюе (селище)
Наньюе (кит. 南岳镇, пін. Nányuè Zhèn) — містечко у складі однойменного міського району Хен'яна, провінція Хунань.

## Географія
Наньюе розташовується на північ від власне міста Хен'ян на південний схід від гори Хеншань.

### Клімат
Містечко знаходиться у зоні, котра характеризується вологим субтропічним кліматом. Найтепліший місяць — липень із середньою температурою 21.7 °C (71 °F). Найхолодніший місяць — січень, із середньою температурою 0 °С (32 °F).
| Клімат Наньюе           | Клімат Наньюе | Клімат Наньюе | Клімат Наньюе | Клімат Наньюе | Клімат Наньюе | Клімат Наньюе | Клімат Наньюе | Клімат Наньюе | Клімат Наньюе | Клімат Наньюе | Клімат Наньюе | Клімат Наньюе | Клімат Наньюе |
| Показник                | Січ.          | Лют.          | Бер.          | Квіт.         | Трав.         | Черв.         | Лип.          | Серп.         | Вер.          | Жовт.         | Лист.         | Груд.         | Рік           |
| Середній максимум, °C   | 3             | 4             | 9             | 14            | 18            | 21            | 24            | 24            | 20            | 16            | 10            | 6             | 14            |
| Середня температура, °C | 0             | 1             | 6             | 11            | 15            | 19            | 22            | 21            | 17            | 13            | 7             | 3             | 11            |
| Середній мінімум, °C    | −2            | −1            | 2             | 8             | 12            | 16            | 19            | 18            | 14            | 9             | 4             | 0             | 8             |
| Норма опадів, мм        | 87            | 124           | 176           | 250           | 302           | 250           | 151           | 188           | 163           | 164           | 120           | 69            | 2046          |
| ----------------------- | ------------- | ------------- | ------------- | ------------- | ------------- | ------------- | ------------- | ------------- | ------------- | ------------- | ------------- | ------------- | ------------- |
| Джерело: Weatherbase    |               |               |               |               |               |               |               |               |               |               |               |               |               |